# Wapnica (powiat kamieński)

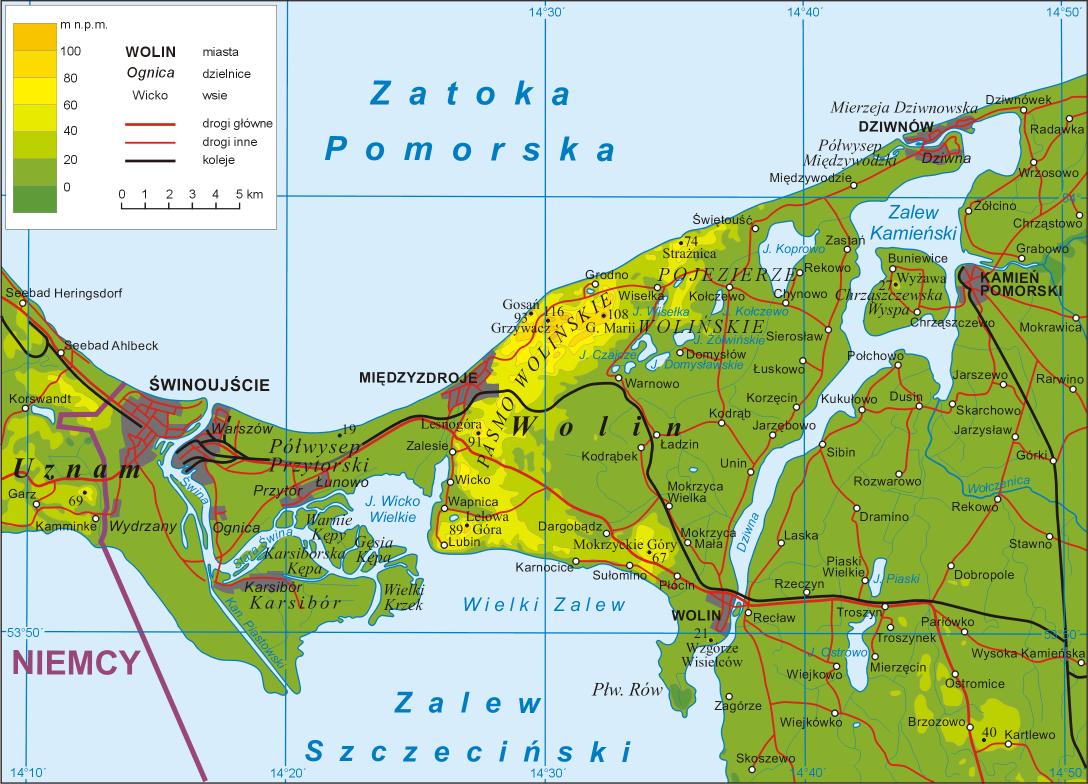
Mapa wyspy Wolin z zaznaczoną Wapnicą

Wapnica (niem. Kalkofen) – wieś w województwie zachodniopomorskim, w powiecie kamieńskim, w gminie Międzyzdroje, 5,5 km na południe od Międzyzdrojów.

## Położenie i charakterystyka
Wieś położona na wyspie Wolin, wzdłuż południowego skraju Doliny Trzciągowskiej, pomiędzy leśnymi Pagórkami Lubińsko-Wapnickimi, w bezpośredniej bliskości Wolińskiego Parku Narodowego. Na południu Jezioro Turkusowe i obszar ochrony ścisłej im. prof. Władysława Szafera. 1 km na wschód-północny wschód obszar ochrony ścisłej im. dr. Bogdana Dyakowskiego. Na zachodzie, nad jeziorem Wicko Wielkie (zatoka Zalewu Szczecińskiego) – port Wapnica.
Wieś letniskowa, założona w połowie XVII w., dawniej znana z rozległych pokładów kredy (porwak lodowcowy), która była tu wydobywana na potrzeby dużej cementowni w pobliskim Lubinie (0,5 km na południe od portu w Wapnicy).
Jezioro Turkusowe – jedna z atrakcji Wolińskiego Parku Narodowego, na południu Wapnicy. Jezioro powstało na skutek zalania wyrobisk dawnej kopalni kredy wodami podskórnymi. Na południowym wysokim brzegu (Piaskowa Góra) punkt widokowy. W pobliżu znakowany niebieski turystyczny Szlak Nad Bałtykiem i Zalewem Szczecińskim (Międzyzdroje – Wolin).
Znajduje się tu Szkoła Podstawowa nr 2.
Kaplica adaptowana z budynku mieszkalnego. W pobliżu plebania parafii pw. Miłosierdzia Bożego w Lubinie.

## Historia
W 1925 Wapnica liczyła 535 mieszkańców. 1 kwietnia 1937 miejscowość została włączona do Lubina wraz z sąsiednim Wickiem i Zalesiem.
Po II wojnie światowej Wapnica tworzyła sołectwo w gminie Dargobądz. W  1954 r. w wyniku reformy administracji Wapnicę włączono do nowo utworzonej gromady Dargobądz. 1973 w reformie znoszącej gromady Wapnicę  włączono do miasta Świnoujście. 15 marca 1984 Wapnicę wyłączono ze Świnoujścia, weszła ona w skład nowo utworzonej gminy Międzyzdroje. 
W latach 1975–1998 miejscowość należała administracyjnie do województwa szczecińskiego.
Obecnie mieszka tam znany, lokalny DJ Grzegorz Tulej, który prowadzi też Radio Czad Wapnica.

## Pomniki przyrody i drzewa pomnikowe
- cisy na ul. Turkusowej:
  - „Turkus 1” – o obwodzie 270 cm
  - „Turkus 2” – o obwodach 105+55+90 cm
  - „Turkus 3” – o obwodach: 45+60+50+50 cm
  - „Turkus 4” – o obwodzie 70 cm
  - „Turkus 5” – o obwodzie 170 cm
  - „Turkus 6” – o obwodach 125+90 cm
- dąb „Prastary” (ul. Turkusowa) o obwodzie 705 cm, podpalony w 2015 roku[14]
- dęby „Bliźniaki”
- dęby „Pamięci” (ul. Turkusowa i ul. Jodłowa) o obwodzie średnim 250 cm, dęby zasadzone na rzucie trójkąta równobocznego o boku 2 m
- dąb „Perun” – dąb szypułkowy (ul. Turkusowa 16)
- dęby szypułkowe na ul. Turkusowej:
  - dąb „Orlik 1”,
  - dąb „Orlik 2”,
  - dąb „Orlik 3”[15]